# Cheick Oumar Dabo
Cheick Oumar Dabo (12 de enero de 1981) es un futbolista de Malí. Juega en la posición de delantero y actualmente lo hace en el Le Havre Athletic Club Football Association de Francia. También juega para la Selección de fútbol de Malí.

## Selección nacional
Ha sido internacional con la Selección de fútbol de Malí, ha jugado 17 partidos internacionales y ha anotado 7 goles.

## Clubes
| Club                | País                   | Año       |
| ------------------- | ---------------------- | --------- |
| Gençlerbirliği SK   | Turquía                | 2001-2002 |
| Bucheon FC          | Corea del Sur          | 2002-2005 |
| Dubai Club          | Emiratos Árabes Unidos | 2005-2006 |
| JS Kabylie          | Argelia                | 2006-2007 |
| Le Havre AC         | Francia                | 2007-2008 |
| Tours FC            | Francia                | 2008      |
| Le Havre AC         | Francia                | 2008      |
| Chamois Niortais FC | Francia                | 2008-2009 |
| Le Havre AC         | Francia                | 2009-     |

- Datos: Q712528